# Kozovazy
Kozovazy jsou částí obce Vyšehořovice v okrese Praha-východ. Nachází se 1 km severně od Vyšehořovic a 2 km jihozápadně od Mochova. Východní částí vesnice protéká potok Výmola, severně od vsi prochází dálnice D11.

## Historie

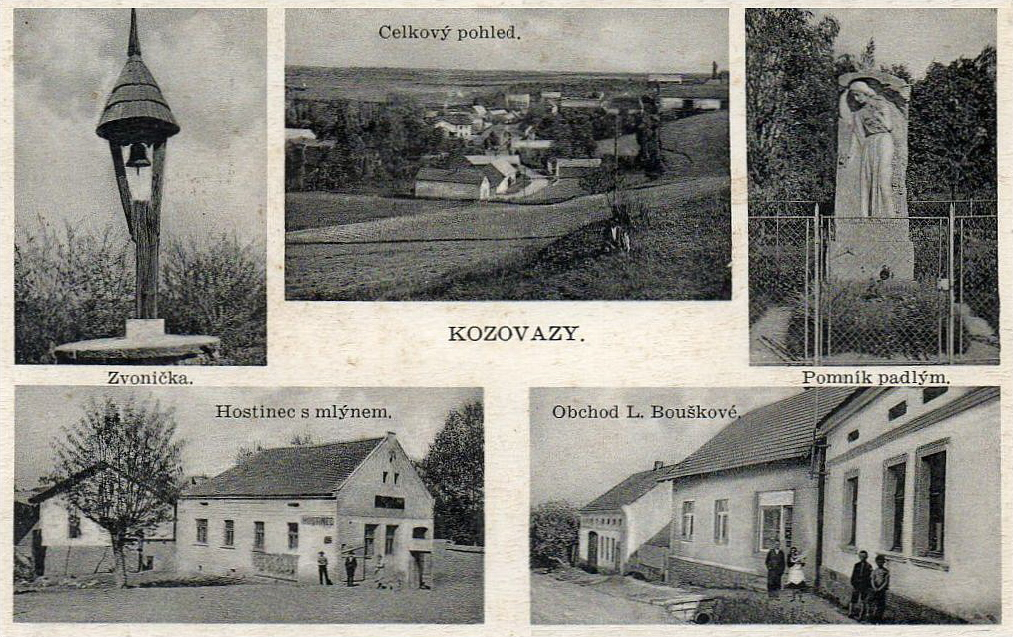
Kozovazy, dobová pohlednice, před rokem 1930.

První zmínka o vsi Kozovazy pochází z roku 1391 v souvislosti s nedalekou vsí Vyšehořovice (villa Wysserouicz prope Kozowaz). Název obce má nejasný původ. Jedna teorie tvrdí, že je to název čistě smyšlený, druhá pravděpodobnější mluví o tom, že místní kopcovitý terén připomíná místo mezi lopatkami kozy.
Prvním známým majitelem je člen původně pražského měšťanského rodu Jan (Johánek) z Cách, který Kozovazy vlastnil koncem 14. století. Zemřel patrně roku 1401. V dřívějších dobách zde byl kamenolom, jeho zbytky a památky po těžbě jsou patrné i dnes. Zdejší ložiska kamene jsou součástí rozsáhlejší oblasti zahrnující blízké vsi (Vyšehořovice, Horoušany, Nehvizdy), kde se již od středověku těžil tento materiál.
Zemědělská činnost je tu provozována od založení osady dodnes. Již v 15. století se zde připomíná mlýn na potoce Výmola, který fungoval ještě v 1. polovině 20. století. Mlýn byl kvůli svému havarijnímu stavu v roce 2013 zbourán.

## Pamětihodnosti
- Mlýn
- Pomník obětem první světové války

## Další fotografie

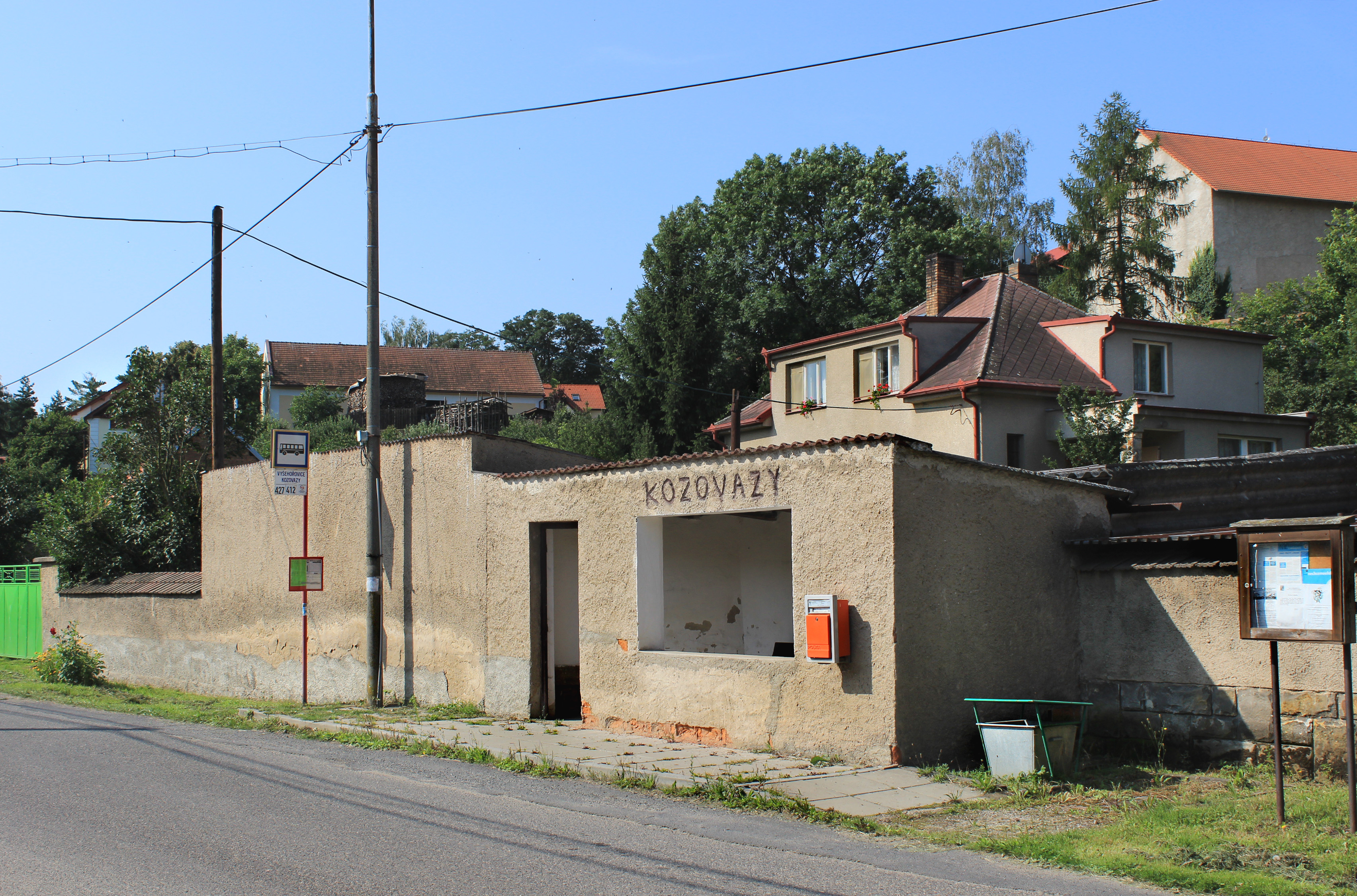
Autobusová zastávka
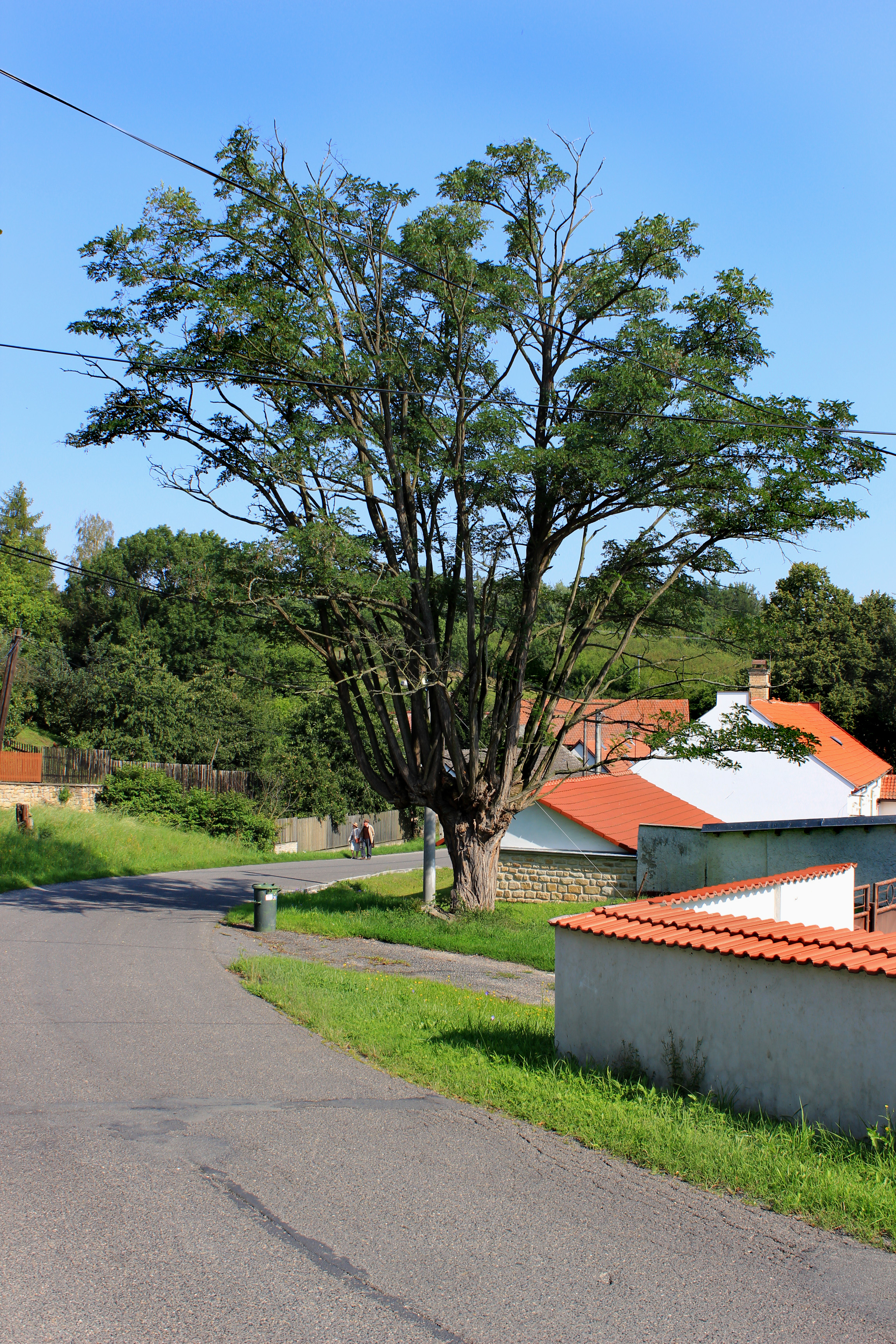
Akát u silnice
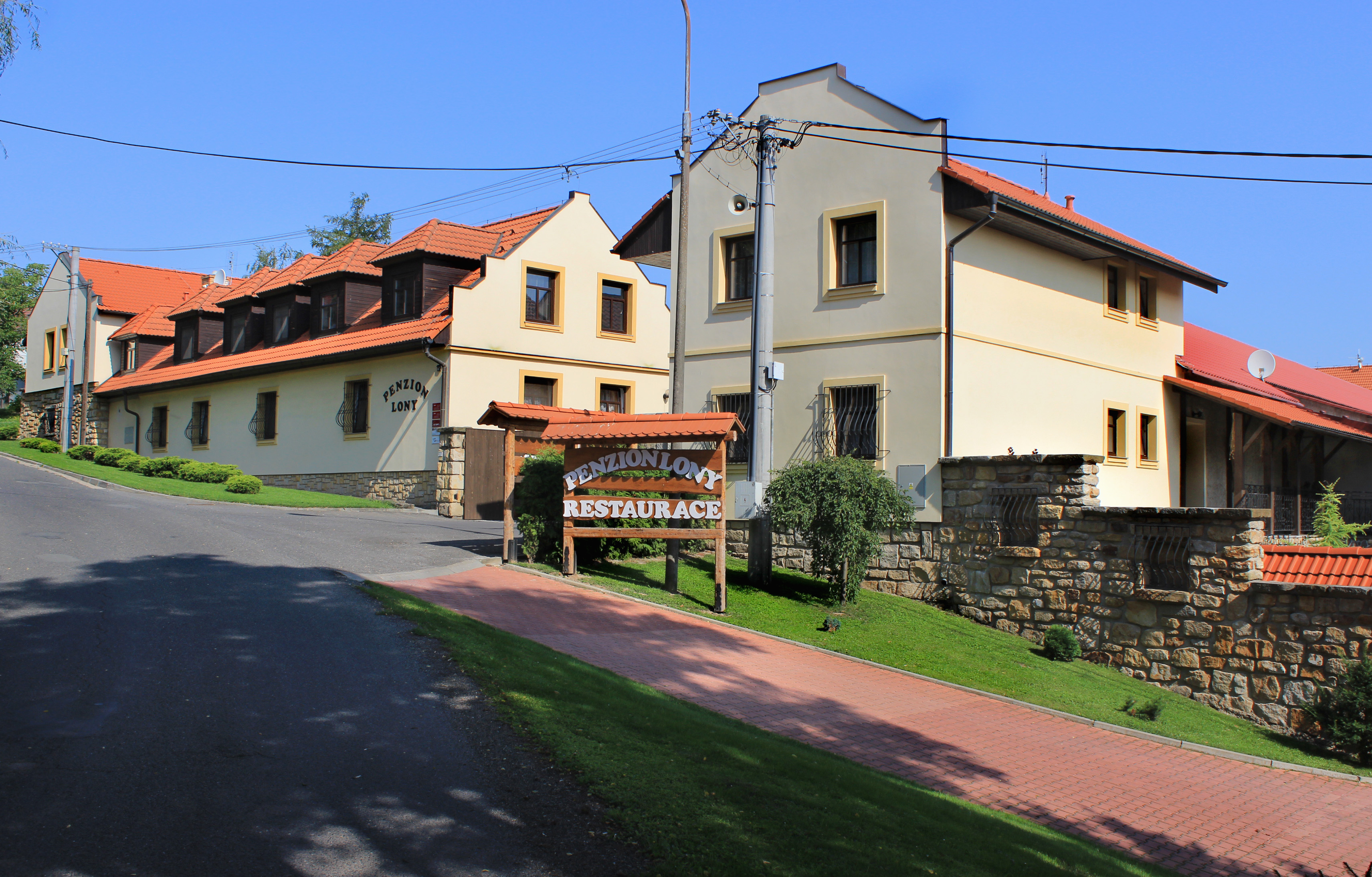
Penzion v horní části vesnice